# Johann Albert Eytelwein

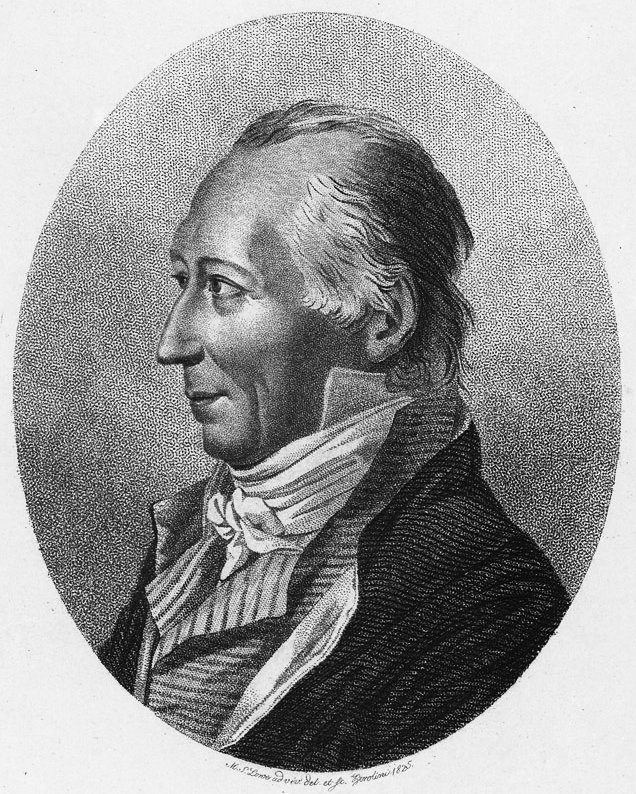
Johann Albert Eytelwein.

Johann Albert Eytelwein, född 31 december 1764 i Frankfurt am Main, död 18 augusti 1848 i Berlin, var en tysk ingenjör.
Eytelwein stiftade Bauakademie i Berlin, vars förste direktör han blev. Han gjorde sig känd genom sina många betydande flodregleringsarbeten (bland annat Oder, Warthe, Weichsel och Njemen) och hamnanläggningar (Memel, Pillau och Swinemünde). Han författade även värdefulla matematiska och hydrologiska skrifter.